# Südafrikanische Cricket-Nationalmannschaft in Neuseeland in der Saison 2016/17
Die Tour der südafrikanischen Cricket-Nationalmannschaft nach Neuseeland in der Saison 2016/17 fand vom 17. Februar bis zum 29. März 2017 statt. Die internationale Cricket-Tour war Bestandteil der Internationalen Cricket-Saison 2016/17 und umfasste drei Tests, fünf ODIs und ein Twenty20. Südafrika gewann die ODI-Serie 3–2 und die Test- und Twenty20-Serie jeweils 1–0.

## Vorgeschichte
Neuseeland bestritt zuvor eine Tour in Australien, Südafrika gegen Sri Lanka. Das letzte Aufeinandertreffen der beiden Mannschaften bei einer Tour fand in der Saison 2016 in Südafrika statt, bei der Südafrika die Test-Serie 1–0 gewann. Ursprünglich war das vierte ODI in Napier geplant, nachdem das zweite ODI bei der vorhergehenden Australien-Tour auf Grund schlechter Platzverhältnisse abgesagt werden musste. Stattdessen fand das ODI in Hamilton statt.

## Stadien
Die folgenden Stadien wurden für die Tour als Austragungsort vorgesehen und am 27. Mai 2016 bekanntgegeben.
| Stadion                     | Stadt        | Kapazität | Spiele                  |
| --------------------------- | ------------ | --------- | ----------------------- |
| Eden Park                   | Auckland     | 50.000    | 5. ODI; 1. T20          |
| Hagley Oval                 | Christchurch | 20.000    | 2. ODI                  |
| University Oval             | Dunedin      | 6.000     | 1. Test                 |
| Seddon Park                 | Hamilton     | 10.000    | 3. Test; 1. ODI; 4. ODI |
| Basin Reserve               | Wellington   | 11.000    | 2. Test                 |
| Wellington Regional Stadium | Wellington   | 34.500    | 3. ODI                  |

## Kaderlisten
Südafrika benannte seinen ODI-Kader am 8. Februar und ihren Test-Kader am 24. Februar 2017.
Neuseeland benannte seine ODI- und Twenty20-Kader am 12. Februar und ihren Test-Kader am 2. März 2017.
| Test | Test | ODI | ODI | Twenty20 | Twenty20 |
| Neuseeland | Südafrika | Neuseeland | Südafrika | Neuseeland | Südafrika |
| --- | --- | --- | --- | --- | --- |
| - Kane Williamson (K) - Trent Boult - Neil Broom - Colin de Grandhomme - Matt Henry - Tom Latham - James Neesham - Henry Nicholls - Jeetan Patel - Jeet Raval - Mitchell Santner - Tim Southee - Ross Taylor - Neil Wagner - BJ Watling (wk) | - Faf du Plessis (K) - Hashim Amla - Temba Bavuma - Stephen Cook - Quinton de Kock (wk) - Theunis de Bruyn - JP Duminy - Dean Elgar - Heinrich Klaasen - Keshav Maharaj - Morné Morkel - Chris Morris - Duanne Olivier - Wayne Parnell - Vernon Philander - Dane Piedt - Kagiso Rabada | - Kane Williamson (K) - Trent Boult - Neil Broom - Dean Brownlie - Lockie Ferguson - Colin de Grandhomme - Martin Guptill - Matt Henry - Tom Latham (wk) - James Neesham - Jeetan Patel - Luke Ronchi (wk) - Mitchell Santner - Ish Sodhi - Tim Southee - Ross Taylor | - AB de Villiers (K) - Faf du Plessis - Hashim Amla - Farhaan Behardien - Quinton de Kock (wk) - JP Duminy - Imran Tahir - David Miller - Chris Morris - Wayne Parnell - Dane Paterson - Andile Phehlukwayo - Dwaine Pretorius - Kagiso Rabada - Tabraiz Shamsi | - Kane Williamson (K) - Corey Anderson - Trent Boult - TTom Bruce - Lockie Ferguson - Colin de Grandhomme - Martin Guptill - Colin Munro - James Neesham - Glenn Phillips - Luke Ronchi (wk) - Mitchell Santner - Ish Sodhi - Tim Southee - Ben Wheeler | - Faf du Plessis (K) - Hashim Amla - Farhaan Behardien - Quinton de Kock (wk) - AB de Villiers - JP Duminy - Imran Tahir - David Miller - Chris Morris - Wayne Parnell - Dane Paterson - Andile Phehlukwayo - Dwaine Pretorius - Kagiso Rabada - Tabraiz Shamsi |

## Twenty20 International in Auckland
| 17. Februar Scorecard | Auckland | Südafrika 185-6 (20)          | – | Neuseeland 107 (14.5) |
|                       |          | Südafrika gewinnt mit 78 Runs |   |                       |

## One-Day Internationals

### Erstes ODI in Hamilton
| 19. Februar Scorecard | Hamilton | Neuseeland 207-7 (34/34)        | – | Südafrika 210-6 (33.5/34) |
|                       |          | Südafrika gewinnt mit 4 Wickets |   |                           |

### Zweites ODI in Christchurch
| 22. Februar Scorecard | Christchurch | Neuseeland 289-4 (50)         | – | Südafrika 283-9 (50) |
|                       |              | Neuseeland gewinnt mit 6 Runs |   |                      |

### Drittes ODI in Wellington
| 25. Februar Scorecard | Wellington (WRS) | Südafrika 271-8 (50)           | – | Neuseeland 112 (32.2) |
|                       |                  | Südafrika gewinnt mit 159 Runs |   |                       |

### Viertes ODI in Hamilton
| 1. März Scorecard | Hamilton | Südafrika 279-8 (50)             | – | Neuseeland 280-3 (45) |
|                   |          | Neuseeland gewinnt mit 7 Wickets |   |                       |

### Fünftes ODI in Auckland
| 4. März Scorecard | Auckland | Neuseeland 149 (41.1)           | – | Südafrika 150-4 (32.2) |
|                   |          | Südafrika gewinnt mit 6 Wickets |   |                        |

## Tests

### Erster Test in Dunedin
| 8. – 12. März Scorecard | Dunedin | Südafrika 308 (122.4) & 224-6 (102) | – | Neuseeland 341 (114.3) |
|                         |         | Remis                               |   |                        |

### Zweiter Test in Wellington
| 16. – 18. März Scorecard | Wellington (BR) | Neuseeland 268 (79.3) & 171 (63.2) | – | Südafrika 359 (98) & 83-2 (24.3) |
|                          |                 | Südafrika gewinnt mit 8 Wickets    |   |                                  |

### Dritter Test in Hamilton
| 25. – 29. März Scorecard | Hamilton | Südafrika 314 (89.2) & 80-5 (39) | – | Neuseeland 489 (162.1) |
|                          |          | Remis                            |   |                        |